# Затикян, Ваган Мясникович
Вага́н Мясни́кович Затикя́н (арм. Վահան Զատիկյան; 22 октября 1956, село Ломатурцх, Ахалкалакский район, Грузинская ССР — 8 октября 1999, Ереван) — бывший депутат парламента Армении.

## Биография
- 1977—1982 — Армянский государственный институт физической культуры. Тренер по борьбе. Заслуженный тренер Армении (1995).
- 1973—1975 — был тренером школы по вольной борьбе.
- 1975—1977 — служил в Советской армии.
- 1977—1979 — работал тренером в клубе «Ануш».
- 1979—1991 — рабочий в Ереванском полиграфическом комбинате.
- С 1991 — председатель Шаумяновского райсовета Еревана.
- 1992—1997 — был председателем федерации борьбы Армении.
- 1996—1999 — глава общины Малатия-Себастия Еревана.
- 1995—1999 — депутат парламента Армении. Член фракции «Республика», а затем руководитель депутатской группы «Еркрапа».
- 30 мая 1999 — избран депутатом парламента. Член постоянной комиссии по государственно-правовым вопросам. Член партии «РПА.